# 萨基空军基地
薩基空軍基地（烏克蘭語：Авіабаза Саки）是位于乌克兰南部克里米亚自治共和国新费奥多罗夫卡的一座军用机场 。它位于薩基市以南约3公里，塞瓦斯托波爾以北约70公里。曾是蘇聯海軍航空兵基地，名为“萨基-4”。苏联解体后由烏克蘭海軍使用，俄罗斯租用机场设施进行训练。2014年至今此基地遭侵乌的俄军占领。

## 历史

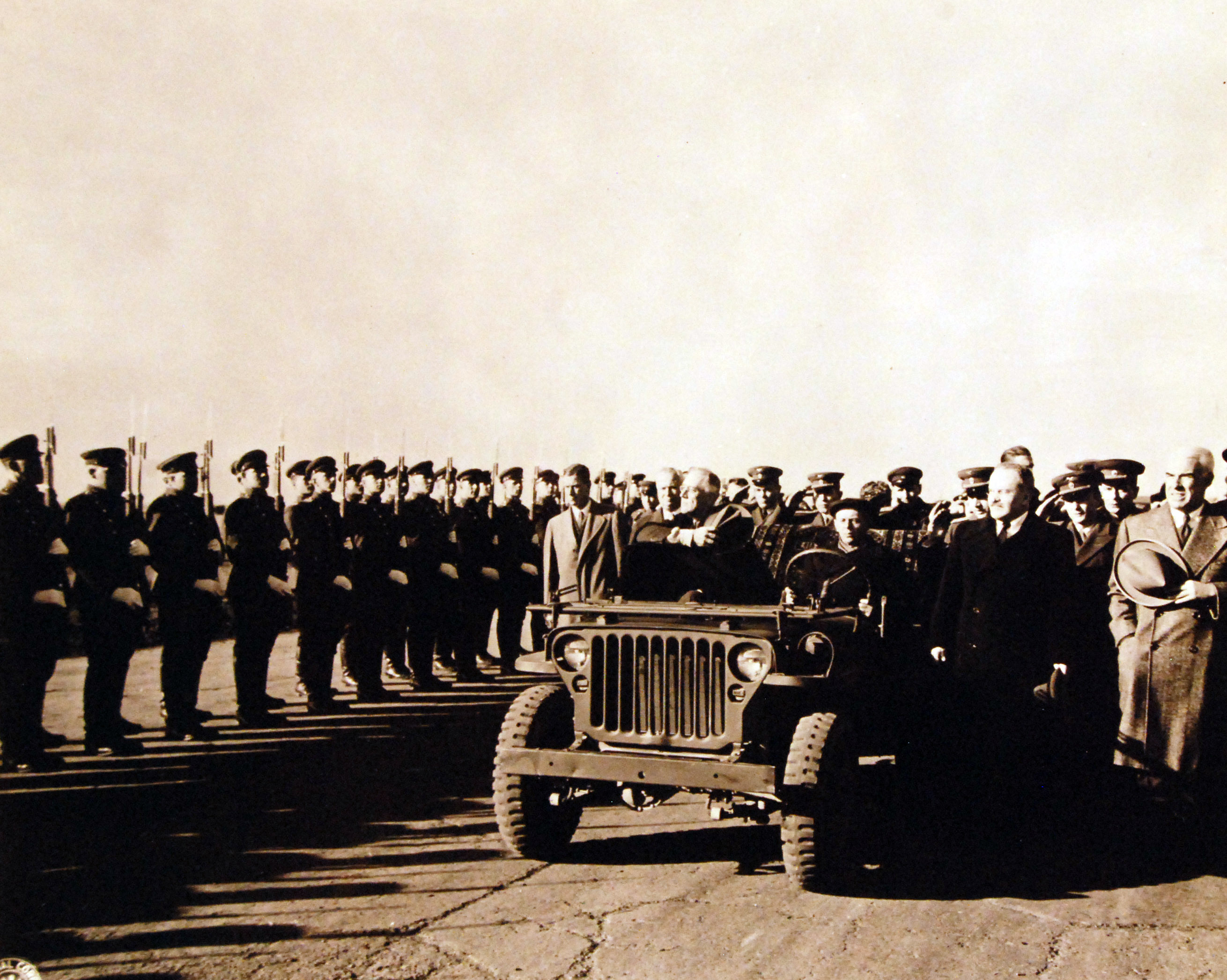
富兰克林·德拉诺·罗斯福与莫洛托夫在新费多里夫卡机场

在第二次世界大战期间的1944年2月的雅尔塔会议时，时任英国首相丘吉尔和美国总统罗斯福均搭乘飞机由此机场抵达。
冷战时期，苏联在此兴建名为“尼特卡”（NITKA）的航空母舰岸上测试设施。该设施拥有类似库兹涅佐夫号航母的滑跃甲板及拦阻着陆设施，供飞行员训练所用。
2014年3月22日，新费多里夫卡机场在俄罗斯吞并克里米亚事件中遭俄军占领。在此期间，驻扎此地的乌克兰第10海军航空旅的旅长Володимир Хоменко上校因为病重无法履职（并于3月初去世），其下属伊霍尔·贝扎伊接管了部队的指挥。俄军当时对他许以高官厚禄希望他留在占领区，但他不为所动，率领部下在无线电静默下冒着生命危险强行起飞，带着10架飞行器离开敌占区转移至米科莱夫。
2022年8月9日，乌克兰使用远程导弹袭击了此机场，这次袭击是乌克兰首次公开袭击俄占克里米亚范围内的俄军目标。

## 航空地面测试训练综合体（NITKA）
全名Наземный Испытательный Тренировочный Комплекс Авиационный，始建于1970年代末。最初计划中拥有包括蒸汽弹射器在内的航母起降模拟训练设施，然而由于苏军总参谋部的阻挠，最后蒸汽发生器和弹射器等设施并未投用，仅使用滑跃甲板和拦阻索着陆设施进行测试和训练。

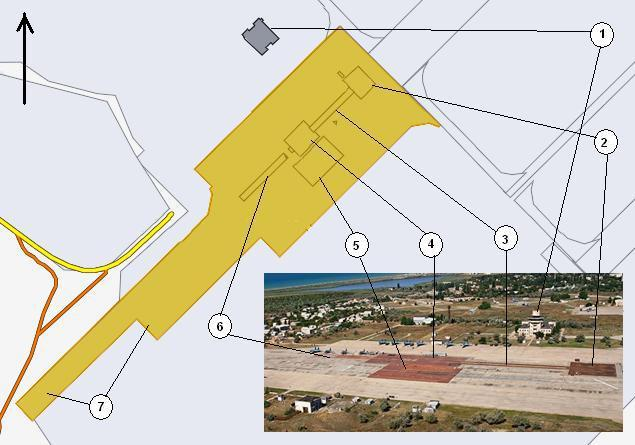
NITKA综合体 1，指挥调度站；2.BS-1起飞区；3.蒸汽弹射器轨道；4.BS-2起飞区（其下方是蒸汽发生器）；5.BS-2-2拦阻着陆区；6.为第二个弹射器保留的空间；7. 04L-22R跑道的一部分。这条跑道目前似乎已被废弃，滑跃甲板处于04L跑道尽头（未显示在此图内）

## 2022年乌俄战争
2022年俄罗斯侵略乌克兰战争中，俄军利用这个军用机场起飞的战斗机和轰炸机，袭击了乌克兰南部的定居点。2022年8月9日，乌克兰武装部队使用远程武器对新费多里夫卡机场发动了袭击，当地居民称至少听到了12次爆炸，其中最后一次最为剧烈。